# Porcellio dominici
Porcellio dominici is een pissebed uit de familie Porcellionidae. De wetenschappelijke naam van de soort is voor het eerst geldig gepubliceerd in 2006 door Di Maio & Caruso.